# Phil LaMarr
Phil LaMarr (født 24. januar 1967 i Los Angeles i USA) er en amerikansk skuespiller og tegnefilmsdubber. Han er kendt som Marvin i Pulp Fiction fra (1994). Han er også kendt som stemmen bag Grønne Lygte i Justice League, og som selveste Samurai Jack.